# Chalepoxenus spinosus
Chalepoxenus spinosus é uma espécie de formiga da família Formicidae.
É endémica do Cazaquistão.